# Tommy Hilfiger (entreprise)
Pour l’article homonyme, voir Tommy Hilfiger.
Tommy Hilfiger B.V. (anciennement connu sous les noms de Tommy Hilfiger Corporation et Tommy Hilfiger Inc), est une marque américaine de vêtements de prêt-à-porter, distribuant également des chaussures, des accessoires, des parfums ou des articles d'ameublement. La société est fondée en 1985, et les marchandises de la marque sont vendues dans des grands magasins et plus de 2 000 magasins de détail autonomes dans 100 pays. En 2006, la société de capital-investissement Apax Partners a acquis la société pour environ 1,6 milliard de dollars. En mars 2010, PVH Corp. (alors connu sous le nom de Phillips-Van Heusen) a racheté la société. Daniel Grieder a été nommé PDG en juillet 2014, tandis que le fondateur Tommy Hilfiger reste le principal créateur de la société, dirigeant les équipes de conception et supervisant l'ensemble du processus créatif. Les ventes mondiales au détail par le biais de la marque étaient de 6,4 milliards de dollars américains en 2013[source insuffisante], et de 6,7 milliards de dollars en 2014.

## Histoire

### Historique et fondation (années 1960-1990)
La carrière de Tommy Hilfiger dans la mode a commencé en 1968, lorsqu'il a cofondé un magasin de vêtements et de disques nommé People's Place à l'Upstate New York. Utilisant les 150 dollars qu'il avait économisés en travaillant dans une station-service comme capital de départ, il a supervisé l'expansion de l'entreprise en une chaîne de dix magasins. Malgré un succès initial, People's Place dépose le bilan en 1977. En 1979, Hilfiger s'installe à New York pour poursuivre une carrière de créateur de mode, travaillant sur plusieurs marques différentes, dont Jordache Jeans,.
Au début des années 1980, il rencontre Mohan Murjani, un magnat indien du textile qui espère lancer une ligne de vêtements pour hommes. Avec le soutien de Murjani, Hilfiger a lancé en 1985 sa première collection signature, qui présentait des versions modernisées de chemises à boutons, de chinos et d'autres styles preppy classiques. L'attitude décontractée et jeune de ces premiers modèles restera une caractéristique des collections ultérieures de la société[source insuffisante]. La nouvelle ligne de vêtements a fait ses débuts avec une campagne marketing médiatisée, qui comprenait un grand panneau d'affichage à Times Square par l'annonceur George Lois[source insuffisante].
La marque Tommy Hilfiger quitte Murjani International en 1989, Silas Chou lui apportant alors un soutien financier. Cette année-là, Lawrence Stroll et Joel Horowitz, tous deux anciens cadres de Ralph Lauren, sont engagés comme cadres de la nouvelle société Tommy Hilfiger, Inc. qui se concentre initialement sur les vêtements de sport décontractés pour hommes.

### Croissance de popularité et des gammes de produits (années 1990)

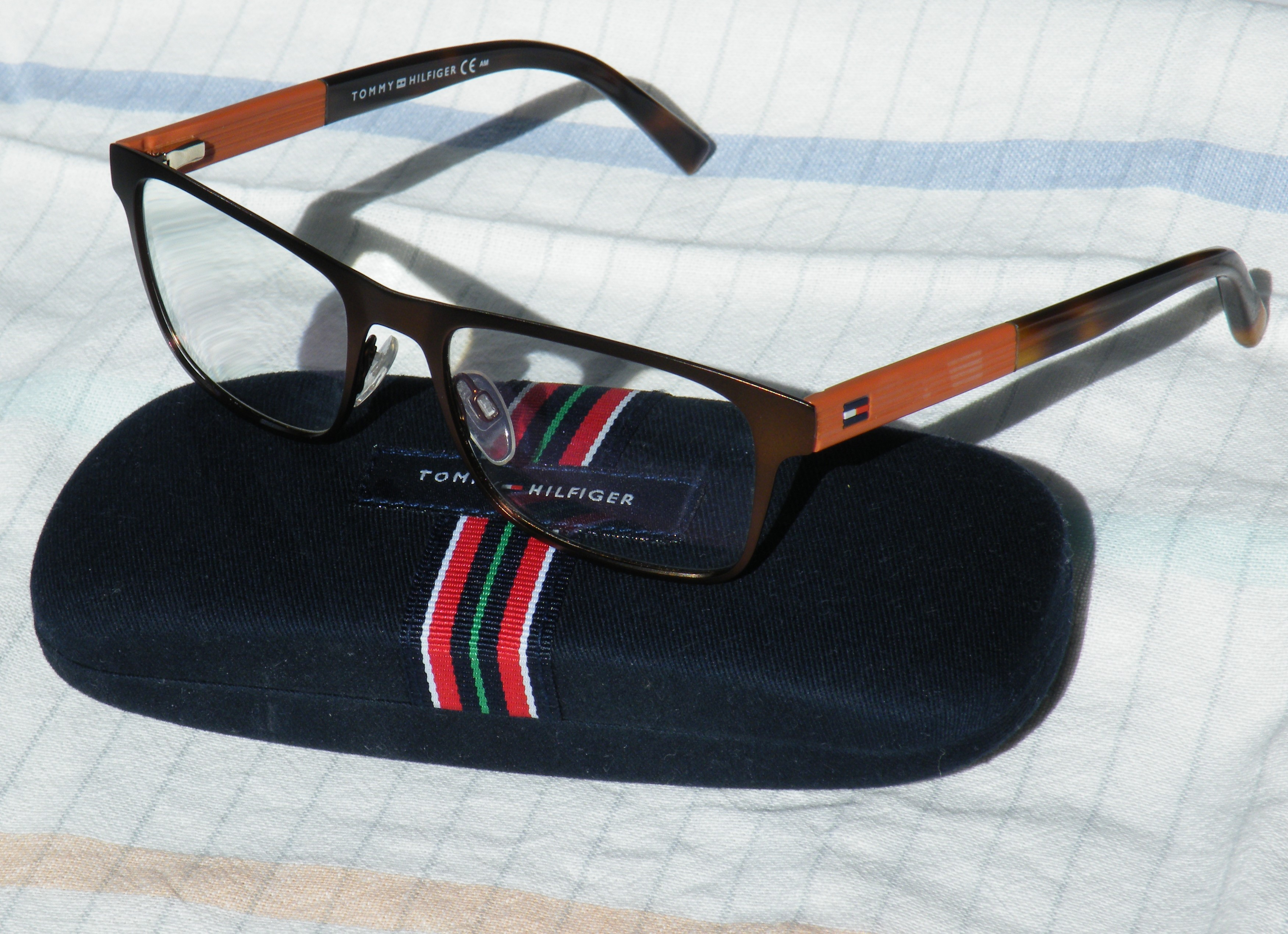
Lunettes de créateur Tommy Hilfiger.

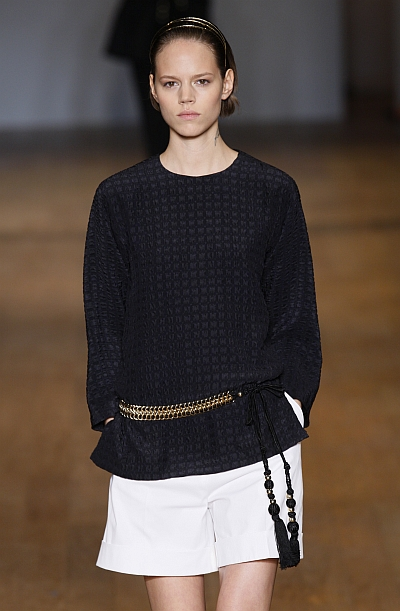
Freja Erichsen à Tommy Hilfiger Printemps 2009.

La Tommy Hilfiger Corporation est entrée en bourse en 1992. Après avoir obtenu la licence de Pepe Jeans USA en 1995, Tommy Hilfiger Inc. a commencé à distribuer des vêtements pour femmes en 1996. À la fin de l'année suivante, Hilfiger avait ouvert son premier magasin à Beverly Hills, qui a été suivi d'un magasin à Londres en 1998. La société a lancé sa ligne de lit et de bain en 1998.
Tout au long des années 1990, la division marketing de l'entreprise a travaillé en tandem avec l'industrie de la musique populaire, et dès 1993, Hilfiger était un sponsor officiel de la tournée Psychoderelict de Pete Townshend. Au début des années 1990, la mode est aux vêtements masculins plus amples et moins ajustés, et Hilfiger donne à ses vêtements une coupe plus décontractée. Comme les styles plus spacieux avec des logos surdimensionnés sont devenus populaires auprès des artistes hip-hop au milieu et à la fin des années 1990, le style de vêtements d'Hilfiger est devenu de plus en plus populaire auprès de la scène « preppy » américaine et de la mode hip-hop. [De plus, Hilfiger a courtisé le nouveau marché du hip-hop, et des rappeurs comme Puffy et Coolio ont défilé lors de ses défilés. Avec des collections souvent influencées par la mode des sous-cultures musicales, les vêtements sont également commercialisés en lien avec l'industrie musicale et l'icône américaine du R&B Aaliyah est devenue la porte-parole très médiatisée de la Tommy Hilfiger Corporation en 1997. La société sponsorisera plus tard la tournée "If It Makes You Happy" de Sheryl Crow en 1997, la ...Baby One More Time Tour de Britney Spears en 1999, et la tournée Freedom de Lenny Kravitz en 1999.

### Croissance outre-mer et acquisition par Apax Partners (années 2000)

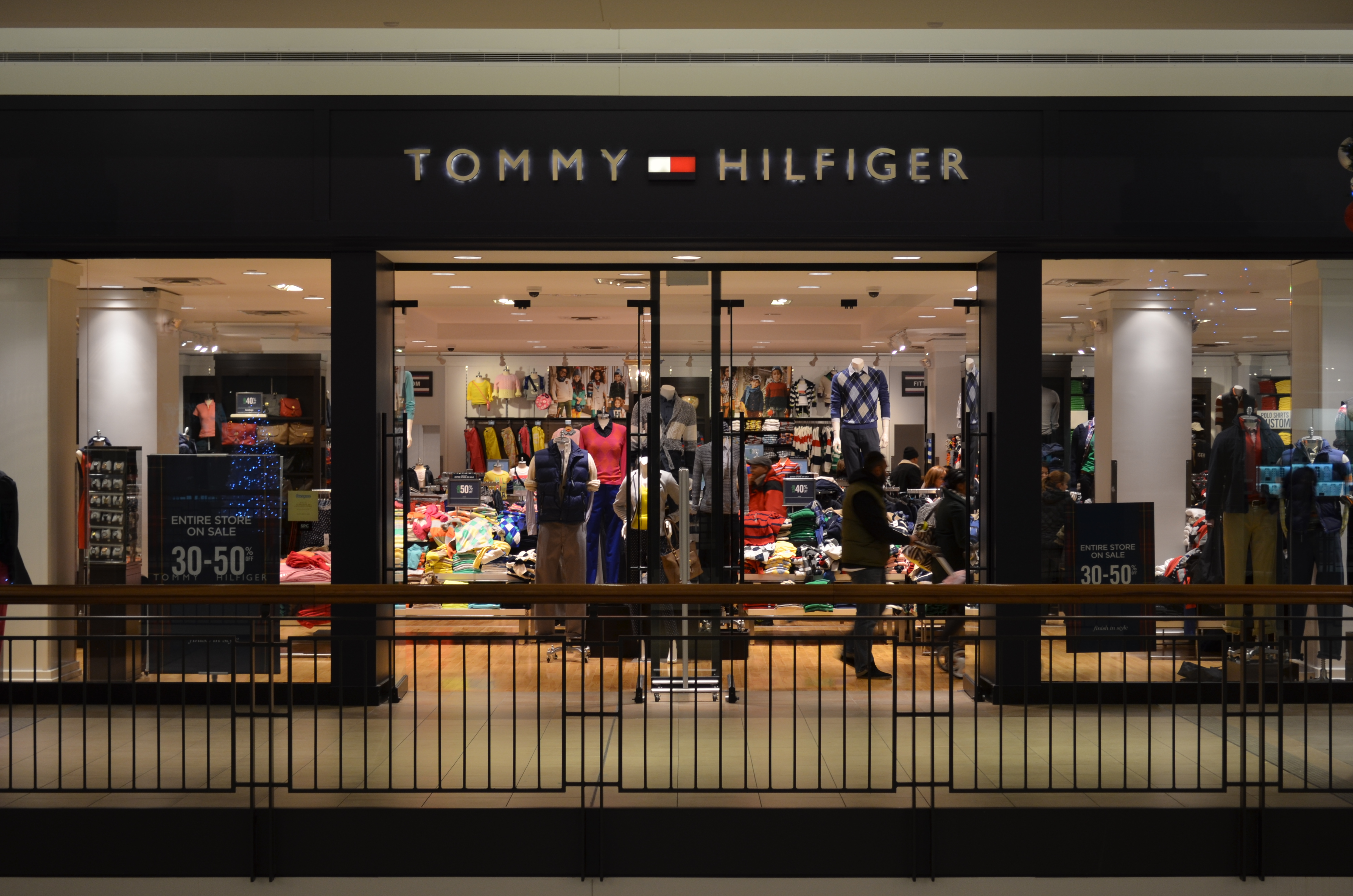
La vitrine de Tommy Hilfiger dans un centre commercial au Canada en 2014.

Les vêtements intimes pour femmes ont été lancés en 2001. Après une baisse des ventes et du bénéfice net en 2001, les ventes de l'entreprise en 2002 ont atteint 1,87 milliard de dollars. Globalement, entre 2000 et 2009, les ventes sont passées d'environ 1,9 milliard de dollars à 700 millions de dollars. Cependant, au cours de la même période, les ventes européennes d'Hilfiger ont régulièrement augmenté pour atteindre 1,13 milliard de dollars. En 2003, Fred Gehring, cadre supérieur de Hilfiger, et Hilfiger ont décidé d'investir davantage dans le public étranger en pleine croissance de la marque en se recentrant sur le style original de la marque, le "classic American cool", et en concevant les vêtements à New York. [Gehring adapte également le modèle commercial à la culture européenne de la vente au détail, en concluant des partenariats avec des grands magasins européens et de petites boutiques, dont 4 500 dans 15 pays. Hilfiger s'efforce également de conserver l'exclusivité de la marque Hilfiger en signant un accord pour distribuer les lignes Hilfiger les plus vendues uniquement chez Macy's.
Hilfiger a soutenu des produits tels que le parfum True Star, sorti en 2004 avec Beyoncé comme égérie. True Star a remporté le FiFi Awards du meilleur nouveau parfum commercial. En 2004, le chiffre d'affaires de la société Tommy Hilfiger Corporation s'élevait à 1,8 milliard de dollars environ. 8 milliards de dollars environ et 5 400 employés. En 2006, Tommy Hilfiger a vendu Tommy Hilfiger Inc. pour 1,6 milliard de dollars, soit 16,80 dollars par action, à Apax Partners, une société d'investissement privée. Après l'acquisition, Gehring a pris le contrôle du siège américain de Tommy Hilfiger ainsi que de l'Europe. Gehring et Hilfiger se sont concentrés aux États-Unis sur la ligne de vêtements de sport de base rentable, et les ventes américaines ont commencé à augmenter en 2010.

### Acquisition de Phillips-Van Heusen et années récentes (années 2010-2020)
En mars 2010, Phillips-Van Heusen (PVH Corp.) a acheté Tommy Hilfiger Corporation pour 3 milliards de dollars,, soit près de sept fois ce que PVH avait payé pour Calvin Klein en 2003. Fred Gehring, qui avait lancé la division européenne d'Hilfiger en 1996, a repris le rôle de PDG d'Hilfiger Les ventes mondiales au détail de la marque s'élevaient à 6,4 milliards de dollars américains en 2013 et à 6,7 milliards de dollars en 2014. Daniel Grieder a été nommé PDG du groupe Tommy Hilfiger en juillet 2014. L'ancien PDG Gehring est devenu président exécutif de Tommy Hilfiger Group et a été nommé vice-président de PVH.
En janvier 2015, Tommy Hilfiger a inauguré un showroom de vente numérique à son siège social de New York, qui, selon la publication WGSN, allait « transformer le processus d'achat traditionnel », avec des plans pour ouvrir des showrooms dans d'autres villes, Hilfiger a décrit le showroom comme « une innovation du processus de commande avec des potentiels d'économie de coûts tout au long de la chaîne de valeur ». Gehring a quitté la présidence du Tommy Hilfiger Group en août 2015, tout en conservant son rôle chez PVH. Tommy Hilfiger reste le principal designer de l'entreprise, dirigeant les équipes de design et supervisant l'ensemble du processus créatif.
En 2020, PVH a annoncé que dans le cadre de sa politique de protection des animaux, l'entreprise n'utilise pas de peaux exotiques et qu'elle en interdirait l'utilisation dans les collections Tommy Hilfiger lorsque « notre mise à jour annuelle de cette politique sera publiée ».
En 2021, Tommy Hilfiger a publié sa première collection non genrée en collaboration avec Indya Moore.

## Conditions de travail
À la fin des années 1990, Tommy Hilfiger et d'autres grandes entreprises textiles américaines, telles que Calvin Klein et Sears, ont été défendues dans le cadre d'une action collective alléguant que des vêtements de luxe étaient fabriqués dans des conditions d'ateliers clandestins à Saipan. Après un règlement collectif qui n'admettait aucune responsabilité, en mars 2000, Tommy Hilfiger s'est porté volontaire pour permettre une surveillance indépendante de sa fabrication sur l'île. En mars 2012, ABC a diffusé un reportage indiquant que 29 travailleurs étaient morts dans l'incendie d'une usine en 2011 au Bangladesh, et que la Tommy Hilfiger Corporation figurait parmi les clients de l'usine. PVH Corp. a publié un communiqué de presse en réponse, indiquant qu'elle s'engageait à verser 1 million de dollars à un programme de deux ans pour aider à faciliter les programmes de sécurité. L'entreprise a toutefois annoncé qu'elle n'abandonnerait pas ses activités de fabrication au Bangladesh, le PDG de PVH, Emanuel Chirico, déclarant que la marque « essayait plutôt de trouver une solution globale » et restait dans les usines pour provoquer des changements, car « il faut avoir une voix à la table pour obtenir des changements au fur et à mesure que l'on avance ». Tommy Hilfiger a ensuite signé un accord sur la sécurité au Bangladesh avec quatre-vingts autres détaillants occidentaux, dans le but de protéger les syndicalistes.
En 2014, PVH consultait au sujet de l'investissement en Éthiopie en relation avec Tommy Hilfiger et Calvin Klein, les droits du travail faisant partie des principaux points de discussion. En 2016, le Comité indien des Pays-Bas (ICN) a signalé que les travailleurs du textile à Bangalore travaillaient dans des conditions proches de l'esclavage. Les entreprises de vêtements H&M, Inditex, C&A et PVH se sont publiquement engagées à « améliorer la vie des travailleurs de Bengaluru » après le rapport, tandis que PVH a également annoncé qu'elle allait mener une enquête indépendante et établir de nouvelles directives pour ses fournisseurs.